# Kartaczownica Billinghurst-Requa

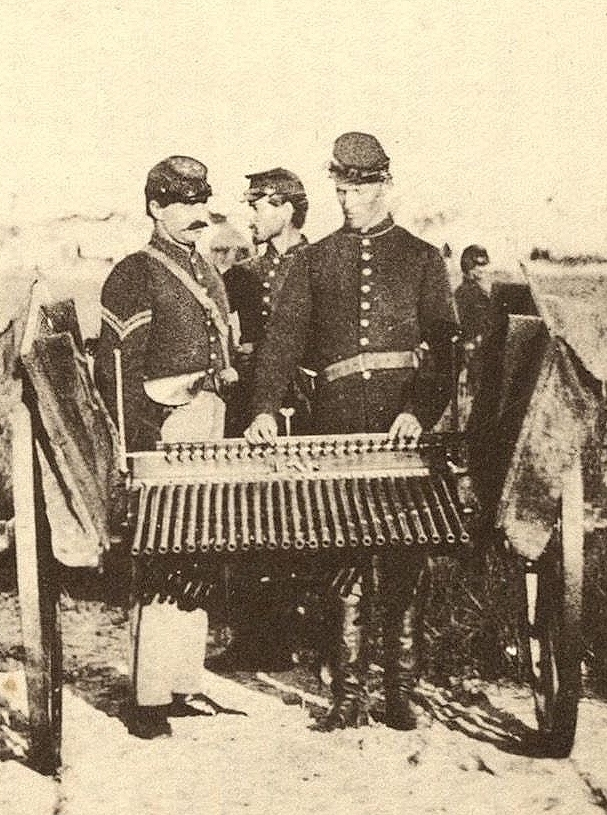
Kartaczownica Billinghurst-Requa

Kartaczownica Billinghurst-Requa (ang. Billinghurst-Requa Battery Gun) – amerykańska kartaczownica salwowa skonstruowana w 1861 roku przez Josephusa Requa i Wiliama Bilinghursta. Używana podczas wojny secesyjnej przez armię Unii.

## Opis
W XV wieku na uzbrojeniu wielu armii pojawiły się organki. Broń tego typu miała dużą siłę ognia, ale z uwagi na długi czas ładowania broni odprzodowej mogła na ogół oddać w czasie starcia tylko jedną salwę. Wada ta sprawiła, że wraz z rozwojem broni artyleryjskiej w XVIII wieku organki jako broń przestarzała zniknęły z uzbrojenia. W XIX wieku pojawiła się podobna do organek broń odtylcowa – kartaczownica salwowa. Do broni tego typu należała kartaczownica skonstruowana przez Josephusa Requa i Wiliama Bilinghursta.
Opatentowana przez nich kartaczownica miała 25 luf kalibru .58 (14,7 mm) ułożonych w pojedynczym rzędzie. Wszystkie lufy były ładowane jednocześnie przy pomocy ładownika składającego się z dwóch połączonych zawiasami listew pomiędzy którymi umieszczano naboje. Nabój do kartaczownicy składał się z metalowej łuski z kryzą wystającą, elaborowanej prochem czarnym i ołowianego pocisku. Z tyłu łuski znajdował się otwór zapałowy. Lufy od tyłu zamykał pojedynczy zamek ryglowany przy pomocy znajdujących się na jego końcach układów kolankowo-dźwigniowych. Według projektu odciągniecie za pomocą linki, a następnie spuszczenie kurka miało spowodować odpalenie naboju w środkowej lufie. Płomień miał się następnie przedostawać kanałem wewnątrz zamka i za pośrednictwem otworów zapałowych w łuskach odpalać następne naboje. W wersji seryjnej ten mechanizm odpalający zastąpiono odkrytym rowkiem wypełnianym luźnym prochem zapalanym ręcznie.
Prototyp kartaczownicy Billinghurst-Requa został wykonany w 1861 roku przez spółkę Billinghurst Co. z Rochester. Prototyp zaprezentowano następnie publicznie przed budynkiem New York Stock Exchange. Po pokazie kilkadziesiąt sztuk tej broni zostało zakupione przez armię Unii. Następnie została ona użyta w kilku bitwach, ale okazała się bardzo wrażliwa na warunki atmosferyczne. Podczas opadów deszczu broń z odkrytym rowkiem wypełnionym higroskopijnym prochem stawała się bezużyteczna. Dlatego broń wycofano z uzbrojenia jednostek liniowych i przeznaczono do obrony mostów. Ustawiona pod zadaszeniem, chroniona przed wilgocią kartaczownica potrafiła przy trójosobowej obsłudze oddać do 175 strzałów na minutę, dzięki czemu małe oddziały chroniące mosty miały znaczną siłę ognia. Donośność pocisków sięgała 1200 metrów. Po zakończeniu wojny secesyjnej kartaczownica Billinghurst-Requa została wycofana z uzbrojenia i zastąpiona nowocześniejszą kartaczownicą Gatlinga.